# Der unbesonnene Türke, oder: Wer ist schon gerne Enkel?
Der unbesonnene Türke, oder: Wer ist schon gerne Enkel? (russisch Опрометчивый Турка, или: Приятно ли быть внуком?) ist ein absurd-komisches Kurzdrama des imaginären Schriftstellers Kosma Prutkow. Es erschien zuerst 1863 in der Zeitschrift Sowremennik. Die Figuren des Dramas sind größtenteils dem früheren Stück Fantasie (1851) entnommen.

## Handlung
Im Prolog erklärt ein ‚Berühmter Schriftsteller‘, dass mit dem vorliegenden Stück die bekannten Gattungsgrenzen erweitert werden. Statt den üblichen Gattungen Komödie, Tragödie, Drama, Oper, Pantomime, Vaudeville oder Reigentanz werde nun die Gattung ‚Theaterstück in Gesprächen nach der Natur‘ eingeführt (so auch der Untertitel im Original: „Естественно-разговорное представление“). Nach dieser Ankündigung tritt Ivan Semënyč auf die Bühne, setzt zum Geigenspiel an und verzichtet dabei auf das Kolophonium – es ist kein Ton zu hören.
Die Hauptszene findet im Salon der Witwe Razorvaki in Sankt Petersburg statt. Offenbar ist Semënyč inzwischen gestorben, denn Milovidov stimmt mehrfach einen Nachruf auf ihn an mit den Worten: „Итак, нашего Ивана Семеныча уже не существует!.. Все, что было у него приятного, исчезло вместе с ним!“ („Also, unser Ivan Semenyč ist nicht mehr!.. Alles, was angenehm an ihm war, hat mit ihm aufgehört zu sein!“) Er wird dabei mehrfach unterbrochen, da die anderen Gäste sich in anderweitigem Smalltalk ergehen.
Milovidov erzählt schließlich, wie das Spielen der Geige ohne Kolophonium Semënyč einmal einen Job gekostet hat, und geht sogar so weit, dass diese Art des Geigenspiels ihn letztlich auch unter die Erde gebracht habe. Plötzlich aber tritt Semënyč lebendig in den Salon und verbeugt sich vor den Gästen. Der Witwe Razorvaki berichtet er, dass er herausgefunden habe, dass sie einen Enkel türkischer Abstammung hat. An dieser spannenden Stelle endet das Stück mit den Worten: „Hier bricht das Manuskript leider ab, und es ist schwerlich anzunehmen, dass Kozma Prutkov dieses im höchsten Grade bemerkenswerte Werk zu Ende geführt hat.“

## Ausgaben
- Der unbesonnene Türke, oder: Wer ist schon gerne Enkel? In: Fehler des Todes. Russische Absurde aus 2 Jahrhunderten. Herausgegeben und aus dem Russischen von Peter Urban. Frankfurt/Main: Verlag der Autoren 1990. S. 71–79.

## Volltext
- das Stück im russischen Original (lib.ru)